# Terai
Il Terai (in nepalese tarāī, तराई) è la porzione nepalese della pianura indo-gangetica che si estende anche a ricoprire parte dell'India del Nord.
La regione è costellata di praterie paludose, di savane e di foreste tropicali. La sua altitudine è compresa tra 60 e 300 metri. Il clima del Terai è subtropicale. Costituisce il granaio del paese ed è inoltre un attivo centro industriale e finanziario.
La regione è abitata principalmente da gruppi etnici che costituiscono quasi la metà della popolazione del paese, culturalmente e linguisticamente più vicini alle etnie indiane che agli abitanti delle colline e delle montagne del nord del Nepal.
Questa regione ospita il parco nazionale di Chitwan e il parco nazionale di Bardia.